# Michalis Papakonstantinou
Michalis Papakonstantinou (en griego Μιχάλης Παπακωνσταντίνου) (Kozani, 1 de noviembre de 1919  – Atenas, 17 de enero de 2010) fue un político y escritor griego. Tras estudiar derecho en la Universidad Aristóteles de Salónica, ocupó la cartera del ministro de Asuntos Exteriores de Grecia del 7 de agosto de 1992 hasta el 13 de octubre de 1993 como miembro del partido Nueva Democracia.
También escribió regularmente como columnista en periódico de Atenas y Tesalónica. También colaboró con revistas griegas y extranjeras como escritor.